# Болозин, Никита Кириллович
Никита Кириллович Болозин (род. 14 декабря 1994, Липецк, Россия) — российский гребец. Серебряный призёр чемпионате мира (2019).

## Биография
Никита Болозин родился 14 декабря 1994 года в Липецке.
Чемпион России (2014 — четверка парная лёгкий вес; 2015 — двойка парная лёгкий вес).
Серебряный (2014, 2016 — двойка парная лёгкий вес) и бронзовый (2015 — четверка парная лёгкий вес) призёр чемпионатов России.
Тренер — мастер спорта международного класса Александр Зюзин.
Состоит в сборной России с 2016 года. Выступает за ВС, СДЮСШОР № 10 (Липецк).